# Kernkraftwerk Fort Calhoun
Das stillgelegte Kernkraftwerk Fort Calhoun (englisch Fort Calhoun Nuclear Generating Station) mit einem Druckwasserreaktor liegt nahe Fort Calhoun im US-Bundesstaat Nebraska am Missouri River, einem Nebenfluss des Mississippi River.
Eigentümer und Betreiber ist der Omaha Public Power District (OPPD). Im August 2012 gab OPPD bekannt, dass Fort Calhoun in Zukunft von Exelon Nuclear Partners, einer Tochter von Exelon betrieben wird.

## Reaktoren
Der Reaktor von Block 1, gebaut von Combustion Engineering, ist ein Druckwasserreaktor mit 512 Megawatt. 
Block 2 kam über die Planungsphase nicht hinaus. 

## Geschichte
Erste Planungen für den Bau gab es bereits im Jahr 1966. Baubeginn war am 7. Juni 1968. Die Leistung des Reaktors sollte 512 Megawatt betragen. 
Am 25. August 1973 nahm der Reaktor den Betrieb auf. 2006 wurden Teile der Anlage erneuert, unter anderem der Reaktordruckkopf, Druckhalter, Dampferzeuger, Niederdruckturbinen und die Haupttransformatoren.
Für die im April 2011 nach einer Revision abgeschaltete Anlage wurde am 6. Juni 2011 aufgrund der Mississippiflut der Notstand ausgerufen (siehe Zwischenfälle). Im Dezember 2013 ging der Reaktor wieder ans Netz.
Am 16. Juni 2016 gab OPPD bekannt, dass Fort Calhoun bis Ende 2016 endgültig abgeschaltet werden soll. Die Kosten für die Stilllegung werden auf 1,2 Mrd. USD geschätzt. Am 24. Oktober 2016 wurde das Kernkraftwerk definitiv stillgelegt.

## Zwischenfälle

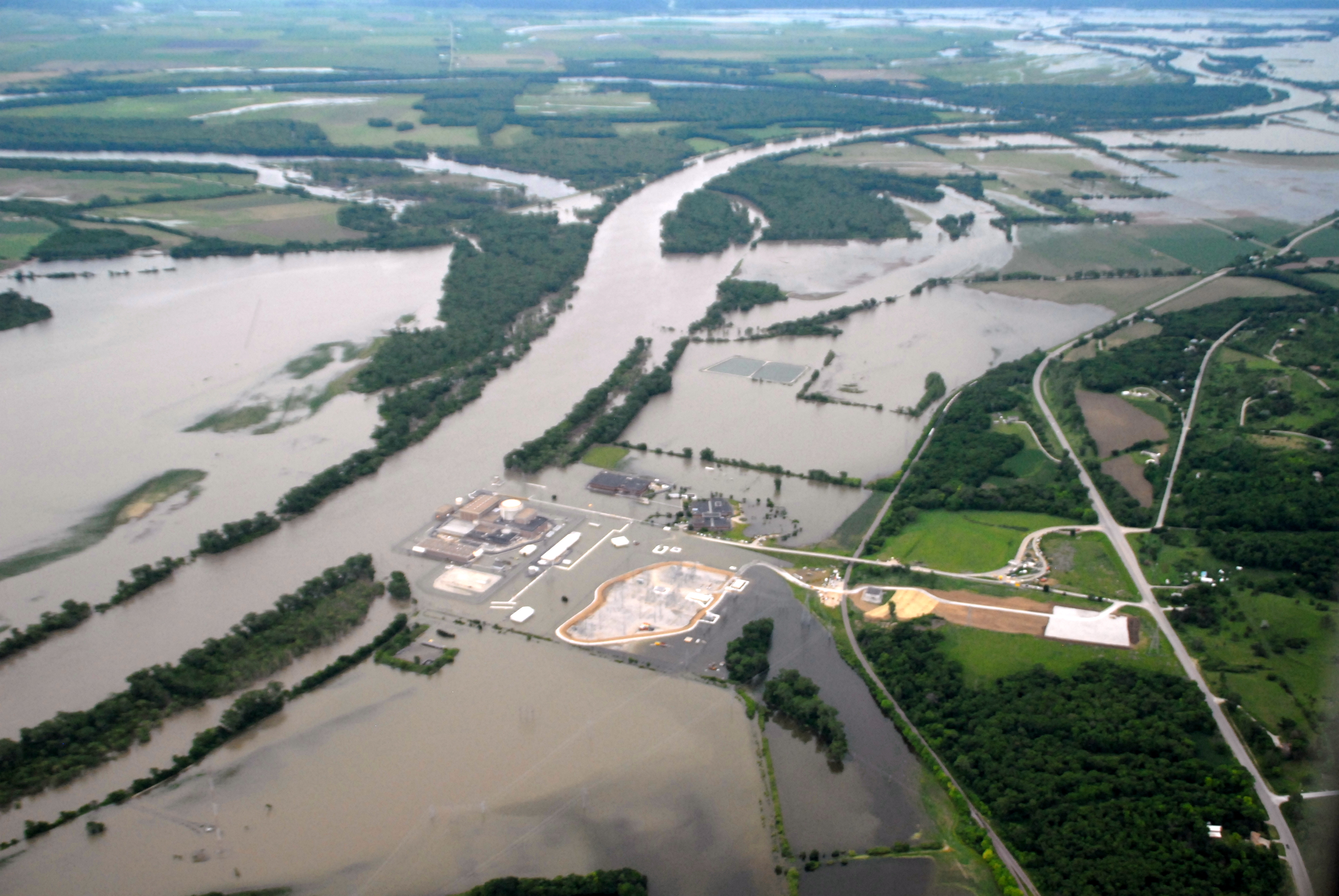
Von den Fluten eingeschossenes Kraftwerk am 16. Juni 2011

2010 hatte eine Untersuchung der Atomaufsicht der USA (NRC) festgestellt, dass das Kernkraftwerk nicht ausreichend gegen Überflutungen geschützt ist. 2011 wurden daher bauliche Veränderungen vorgenommen und die Pläne zum Schutz der Anlage mit Sandsäcken überarbeitet.
Ebenfalls wurde 2010 festgestellt, dass das Risiko eines Erdbebens, das den Reaktor zerstören würde, 1 zu 76.923 pro Jahr betragen würde. Auf eine 60-jährige Betriebszeit hochgerechnet beträgt dieses Risiko damit 1 zu 1282, also etwa 0,1 %. Das Kernkraftwerk liegt in der Metropolregion Omaha, Nebraska. Im Umkreis von 80 Kilometer leben fast eine Million Menschen. 
Der Reaktor wurde aufgrund der Flutgefahr im April 2011 nach einer Revision abgeschaltet. Dadurch war die Nachzerfallswärme im Reaktorkern relativ gering, auch weil dieser nun mit 1/3 neuem, noch nicht aktivem Kernbrennstoff bestückt waren. Dies wäre mitentscheidend bei einer eventuellen Flutung des Kernkraftwerkes mit Ausfall der Kühlung.
Im Juni 2011 kam es zur Mississippiflut. Aufgrund starker Regenfälle und eines Anstieges des Missouri-River, der zu einem Dammbruch führte, wurde für die Anlage am 6. Juni 2011 der Notstand ausgerufen. Einen Tag später wurde das Gelände wegen eines Feuers evakuiert. Am 8. Juni 2011 wurde von der Aufsichtsbehörde NRC bestätigt, dass das Feuer zu einem Ausfall einer Kühlpumpe für das Abklingbecken für verbrauchte Brennstäbe geführt hat. Dies hat zu einem geringen Anstieg der Kühlwassertemperaturen im Abklingbecken geführt. Das Lager ist ein sogenanntes "Nasslager" oder Abklingbecken und bedarf der ständigen Kühlung durch Umwälzen von deionisiertem und mit Bor angereichertem Kühlwasser. Im Kernkraftwerk Fort Calhoun lagerte zum Zeitpunkt des Zwischenfalls verbrauchter Brennstoff der letzten 20 Jahre. Die tatsächlich entstandenen Schäden an den elektrischen Anlagen waren unklar.
Spätestens ab dem 10. Juni 2011 war das Kraftwerk von den Fluten direkt betroffen und eingeschlossen. Das Kraftwerk und die Anlagen waren nur noch durch eine mit Wasser gefüllte Schlauch-Barriere und mit Sandsäcken vor der Überflutung geschützt. Am 26. Juni 2011 wurde die Schlauchbarriere durch ein Fahrzeug zerstört und die Transformatoren, die den Anschluss ans Stromnetz sicherstellen, wurden umspült, so dass die Stromversorgung der Kühlung auf die Notstromdieselaggregate übertragen werden musste. Nach Einschätzungen von Meteorologen sollte die Flut mehrere Wochen anhalten. In mehrere Nebengebäude drang Wasser ein, als Herkunft kamen sowohl Wasser des Missouri als auch Grundwasser in Frage. Bereiche mit radioaktivem Material oder sicherheitsrelevanten Geräten waren laut Aussagen des Kraftwerksleiters Tim Nellenbach nicht betroffen. Anfang Juli war das Kraftwerk noch immer umspült. Es wurde eine neue wassergefüllte Schlauchbarriere errichtet und mit dem Auspumpen des Wassers um die Gebäude begonnen.
Im Dezember 2013 ging der Reaktor wieder ans Netz, nachdem die Nuclear Regulatory Commission (NRC) die Erlaubnis erteilt hatte.

## Betriebsbewilligung
In den USA wird die Betriebsbewilligung für ein Kernkraftwerk von der NRC zunächst für einen Zeitraum von bis zu 40 Jahren erteilt. Der Zeitraum von 40 Jahren basierte ursprünglich auf dem Zeitraum für die Abschreibung von Anlagevermögen. Der Atomic Energy Act of 1954 erlaubt eine (auch mehrmalige) Verlängerung der Betriebserlaubnis um jeweils 20 Jahre.
Die ursprüngliche Betriebsbewilligung wurde dem damaligen Betreiber Omaha Public Power District am 9. August 1973 durch die NRC erteilt. Sie wurde am 4. November 2003 bis zum 9. August 2033 verlängert.

## Daten der Reaktorblöcke
Das Kernkraftwerk Fort Calhoun hat einen stillgelegten und einen verworfenen Block:
| Reaktorblock   | Reaktortyp         | Netto- leistung | Brutto- leistung | Baubeginn  | Netzsyn- chronisation | Kommer- zieller Betrieb | Betriebs- bewilligung | Abschal- tung                      |
| -------------- | ------------------ | --------------- | ---------------- | ---------- | --------------------- | ----------------------- | --------------------- | ---------------------------------- |
| Fort Calhoun-1 | Druckwasserreaktor | 478 MW          | 512 MW           | 07.06.1968 | 25.08.1973            | 26.09.1973              | 09.08.2033            | 24.10.2016                         |
| Fort Calhoun-2 | Druckwasserreaktor | 1136 MW         | 1182 MW          |            |                       |                         | -                     | Planungen am 01.02.1977 aufgegeben |